# Wilhelm Brix
Philipp Wilhelm Brix (* 25. Juli 1817 in Berlin; † 31. März 1899 in Charlottenburg) war wohl der erste Dozent für elektrische Telegrafie und Elektrotechnik. Er erwarb sich große Verdienste beim Ausbau der deutschen Telegrafieverbindungen und ihrer Internationalisierung.

## Leben
Nach Besuch des Köllnischen Gymnasiums studierte er von 1837 bis 1841 sowohl in Berlin als auch Königsberg und promovierte zum Doktor der Philosophie. 
Ab 1841 führte er physikalische Untersuchungen durch, wie zum Beispiel „im Auftrage des Vereins zur Beförderung des Gewerbefleißes in Preußen und mit Unterstützung des Königlichen Ministeriums für Handel und Gewerbe“ und „Über die Heizkraft der wichtigeren Brennstoffe des Preußischen Staates“. Untersucht wurden verschiedene Holzarten, Torf, Braunkohlen, künstlich verkohlte Materialien, englische und preußische Steinkohlen sowie Mischungen verschiedener Kohlesorten (Berlin, Ernst u. Korn, 1853).
Von 1853 an war Brix Herausgeber und Redakteur einer Zeitschrift des Deutsch-Österreichischen Telegraphen-Vereins. 1855 beschäftigte er sich, wie schon kurz zuvor Julius Wilhelm Gintl, mit der Duplex-Übertragung auf Telegrafenleitungen. 1863 wird er Dozent für Elektrische Telegrafie an der Bauakademie am Werderschen Markt in Berlin-Mitte. Die Bauakademie hatte nur einen Lehr- und noch keinen Forschungsauftrag.
1876 wurde er Oberingenieur und Bevollmächtigter des Kaiserlichen General-Telegraphenamtes und leitete dessen Ausbau. 1877 berief man ihn in das neue Reichspatentamt. 1879 wurde er ausländisches Mitglied der „Society of Telegraph Engineers“ (später IEE) in London. 
Von 1879 bis 1881 verschmolzen die Bau- und Gewerbeakademie zur Königlichen Technischen Hochschule zu Berlin, deren Sitz nach Charlottenburg verlegt wurde.
1881 wurde Brix Vizepräsident der Jury zu der elektrotechnischen Ausstellung in Paris. Als Vertreter des Deutschen Reiches repräsentierte er zusammen mit Emil Heinrich du Bois-Reymond, Rudolf Clausius, Hermann von Helmholtz, Johann Wilhelm Hittorf, Gustav Robert Kirchhoff, Werner von Siemens die deutsche Wissenschaft auf dem 1. Internationalen Elektriker-Kongress am 20. und 21. September 1881 in Paris während der Elektrizitätsausstellung. Die Einheiten Ampere, Coulomb, Farad, Ohm und Volt fanden damals Eingang in die Technik und wurden für verbindlich erklärt.
Nach Ende des Sommersemesters 1882 schied er nach zwanzigjähriger Lehrtätigkeit aus dem Lehrkörper aus. Seine Vorlesung wurde ein Jahr später von Adolf Slaby übernommen (1885 Professur für Theoretische Maschinenlehre und Elektrotechnik). 1888 ging er in den Ruhestand und wurde zum Geheimen Regierungsrat ernannt.